# NGC 786
NGC 786 é uma galáxia espiral (S?) localizada na direcção da constelação de Aries. Possui uma declinação de +15° 38' 46" e uma ascensão recta de 2 horas, 1 minutos e 24,6 segundos.
A galáxia NGC 786 foi descoberta em 26 de Setembro de 1865 por Heinrich Louis d'Arrest.